# Finales NBA 1993
Navigation
Finales 1992 Finales 1994
Les finales NBA 1993 sont la dernière série de matchs de la saison 1992-1993 de la NBA et la conclusion des séries éliminatoires (playoffs) de la saison. Le champion de la conférence Est, les Bulls de Chicago rencontrent le champion de la conférence Ouest, les Suns de Phoenix. Phoenix possède l'avantage du terrain. 
Les Suns de Phoenix, vainqueurs de 62 matchs, sont menés par le MVP de la saison régulière Charles Barkley. Les Bulls sont devenus la première équipe depuis les légendaires Celtics de Boston, des années 1960, à remporter trois titres consécutifs, remportant le three-peat. 

## Contexte

### Bulls de Chicago
Avec deux titres NBA consécutifs, les Bulls visaient un three-peat. Aucune équipe n'avait remporté un troisième titre NBA consécutif depuis que les Celtics de Boston avaient réalisé une série de huit titres consécutifs de 1959 à 1966. 
Dans l'intersaison, Michael Jordan et Scottie Pippen ont joué pour la Dream Team aux Jeux olympiques de Barcelone de 1992, remportant la médaille d'or. Ils sont entrés dans la nouvelle saison, avec peu de repos, mais cela n'a pas empêché les Bulls de remporter 57 victoires, pour obtenir la deuxième place dans la Conférence Est. 
Chicago a commencé sa campagne en balayant successivement les Hawks d'Atlanta et les Cavaliers de Cleveland. Mais contre les Knicks de New York, les Bulls ont pris du retard avec deux défaites, avant de remporter les deux matchs à Chicago, égalant la série. Dans un match 5 crucial au Madison Square Garden, les Bulls ont obtenu une victoire, avant de conclure la série dans le match 6 au Chicago Stadium. 

### Suns de Phoenix
Les Suns étaient une équipe en hausse, dirigée par leur meneur All-Star Kevin Johnson. 
Au cours de l'intersaison de 1992, les Suns ont fait un échange à succès, acquérant Charles Barkley des 76ers de Philadelphie en échange de Jeff Hornacek, Tim Perry et Andrew Lang. Ils ont également embauché Paul Westphal comme entraîneur, tout en changeant l'identité de l'équipe (nouveaux logos et maillots), en plus d'un déménagement dans l'America West Arena. 
Les Suns ont tiré le meilleur parti de ces mouvements, battant un record de franchise de 62 victoires. Les efforts de Barkley lui ont valu le titre de MVP de la saison régulière. Au premier tour des playoffs de la Conférence Ouest, les Suns ont éliminé les Lakers de Los Angeles en cinq matchs. Au second tour, les Suns ont battu les Spurs de San Antonio en six matchs et ont été de nouveau poussés à un match 7 décisif par les SuperSonics de Seattle pour remporter la finale de la conférence. Pour les Suns, c'était leur première apparition en finale de la NBA depuis 1976.

## Résumé de la saison régulière
| Champion de division | Qualifié pour les playoffs | Non qualifié pour les playoffs |

### Par conférence
| Conférence Est | Conférence Est         | Conférence Est | Conférence Est | Conférence Est |
| No             | Franchise              | Vic.           | Déf.           | PCT            |
| -------------- | ---------------------- | -------------- | -------------- | -------------- |
| 1              | Knicks de New York     | 60             | 22             | 73,2           |
| 2              | Bulls de Chicago C     | 57             | 25             | 69,5           |
| 3              | Cavaliers de Cleveland | 54             | 28             | 65,9           |
| 4              | Celtics de Boston      | 48             | 34             | 58,5           |
| 5              | Hornets de Charlotte   | 44             | 38             | 53,7           |
| 6              | Nets du New Jersey     | 43             | 39             | 52,4           |
| 7              | Hawks d'Atlanta        | 43             | 39             | 52,4           |
| 8              | Pacers de l'Indiana    | 41             | 41             | 50,0           |
|                |                        |                |                |                |
| 9              | Magic d'Orlando        | 41             | 41             | 50,0           |
| 10             | Pistons de Détroit     | 40             | 42             | 48,8           |
| 11             | Heat de Miami          | 36             | 46             | 43,9           |
| 12             | Bucks de Milwaukee     | 28             | 54             | 34,1           |
| 13             | 76ers de Philadelphie  | 26             | 56             | 31,7           |
| 14             | Bullets de Washington  | 22             | 60             | 23,8           |

| Conférence Ouest | Conférence Ouest          | Conférence Ouest | Conférence Ouest | Conférence Ouest |
| No               | Franchise                 | Vic.             | Déf.             | PCT              |
| ---------------- | ------------------------- | ---------------- | ---------------- | ---------------- |
| 1                | Suns de Phoenix           | 62               | 20               | 75.6             |
| 2                | Rockets de Houston        | 55               | 27               | 67,1             |
| 3                | SuperSonics de Seattle    | 55               | 27               | 67.1             |
| 4                | Trail Blazers de Portland | 51               | 31               | 62.2             |
| 5                | Spurs de San Antonio      | 49               | 33               | 59,8             |
| 6                | Jazz de l'Utah            | 47               | 35               | 57,3             |
| 7                | Clippers de Los Angeles   | 41               | 41               | 50.0             |
| 8                | Lakers de Los Angeles     | 39               | 43               | 47.6             |
|                  |                           |                  |                  |                  |
| 9                | Nuggets de Denver         | 36               | 46               | 43,9             |
| 10               | Warriors de Golden State  | 34               | 48               | 41.5             |
| 11               | Kings de Sacramento       | 25               | 57               | 30.5             |
| 12               | Timberwolves du Minnesota | 19               | 63               | 23,2             |
| 13               | Mavericks de Dallas       | 11               | 71               | 13,4             |

C - Champions NBA

### Tableau des playoffs
|  | 1er tour         | 1er tour                | 1er tour               |   |                           | Demi-finales de Conférence | Demi-finales de Conférence | Demi-finales de Conférence |  |   | Finales de Conférence | Finales de Conférence | Finales de Conférence |  |    | Finales NBA      | Finales NBA | Finales NBA |
|  |                  |                         |                        |   |                           |                            |                            |                            |  |   |                       |                       |                       |  |    |                  |             |             |
|  | 1                | Knicks de New York      | 3                      |   |                           |                            |                            |                            |  |   |                       |                       |                       |  |    |                  |             |             |
|  | 8                | Pacers de l'Indiana     | 1                      |   |                           |                            |                            |                            |  |   |                       |                       |                       |  |    |                  |             |             |
|  | 8                | Pacers de l'Indiana     | 1                      |   | 1                         | Knicks de New York         | 4                          |                            |  |   |                       |                       |                       |  |    |                  |             |             |
|  |                  |                         |                        |   | 1                         | Knicks de New York         | 4                          |                            |  |   |                       |                       |                       |  |    |                  |             |             |
|  |                  | 5                       | Hornets de Charlotte   | 1 |                           |                            |                            |                            |  |   |                       |                       |                       |  |    |                  |             |             |
|  | 4                | 5                       | Hornets de Charlotte   | 1 | Celtics de Boston         | 1                          |                            |                            |  |   |                       |                       |                       |  |    |                  |             |             |
|  | 4                |                         |                        |   | Celtics de Boston         | 1                          |                            |                            |  |   |                       |                       |                       |  |    |                  |             |             |
|  | 5                | Charlotte Hornets       | 3                      |   |                           |                            |                            |                            |  |   |                       |                       |                       |  |    |                  |             |             |
|  | 5                | Charlotte Hornets       | 3                      |   |                           |                            |                            |                            |  | 1 | Knicks de New York    | 2                     |                       |  |    |                  |             |             |
|  | Conférence Est   |                         |                        |   |                           |                            |                            |                            |  | 1 | Knicks de New York    | 2                     |                       |  |    |                  |             |             |
|  |                  | 2                       | Bulls de Chicago       | 4 |                           |                            |                            |                            |  |   |                       |                       |                       |  |    |                  |             |             |
|  | 3                | 2                       | Bulls de Chicago       | 4 | Cavaliers de Cleveland    | 3                          |                            |                            |  |   |                       |                       |                       |  |    |                  |             |             |
|  | 3                |                         |                        |   | Cavaliers de Cleveland    | 3                          |                            |                            |  |   |                       |                       |                       |  |    |                  |             |             |
|  | 6                | New Jersey Nets         | 2                      |   |                           |                            |                            |                            |  |   |                       |                       |                       |  |    |                  |             |             |
|  | 6                | New Jersey Nets         | 2                      |   | 3                         | Cavaliers de Cleveland     | 0                          |                            |  |   |                       |                       |                       |  |    |                  |             |             |
|  |                  |                         |                        |   | 3                         | Cavaliers de Cleveland     | 0                          |                            |  |   |                       |                       |                       |  |    |                  |             |             |
|  |                  | 2                       | Bulls de Chicago       | 4 |                           |                            |                            |                            |  |   |                       |                       |                       |  |    |                  |             |             |
|  | 2                | 2                       | Bulls de Chicago       | 4 | Bulls de Chicago          | 3                          |                            |                            |  |   |                       |                       |                       |  |    |                  |             |             |
|  | 2                |                         |                        |   | Bulls de Chicago          | 3                          |                            |                            |  |   |                       |                       |                       |  |    |                  |             |             |
|  | 7                | Hawks d'Atlanta         | 0                      |   |                           |                            |                            |                            |  |   |                       |                       |                       |  |    |                  |             |             |
|  | 7                | Hawks d'Atlanta         | 0                      |   |                           |                            |                            |                            |  |   |                       |                       |                       |  | E2 | Bulls de Chicago | 4           |             |
|  |                  |                         |                        |   |                           |                            |                            |                            |  |   |                       |                       |                       |  | E2 | Bulls de Chicago | 4           |             |
|  |                  | O1                      | Suns de Phoenix        | 2 |                           |                            |                            |                            |  |   |                       |                       |                       |  |    |                  |             |             |
|  | 1                | O1                      | Suns de Phoenix        | 2 | Suns de Phoenix           | 3                          |                            |                            |  |   |                       |                       |                       |  |    |                  |             |             |
|  | 1                |                         |                        |   | Suns de Phoenix           | 3                          |                            |                            |  |   |                       |                       |                       |  |    |                  |             |             |
|  | 8                | Lakers de Los Angeles   | 2                      |   |                           |                            |                            |                            |  |   |                       |                       |                       |  |    |                  |             |             |
|  | 8                | Lakers de Los Angeles   | 2                      |   | 1                         | Suns de Phoenix            | 4                          |                            |  |   |                       |                       |                       |  |    |                  |             |             |
|  |                  |                         |                        |   | 1                         | Suns de Phoenix            | 4                          |                            |  |   |                       |                       |                       |  |    |                  |             |             |
|  |                  | 5                       | Spurs de San Antonio   | 2 |                           |                            |                            |                            |  |   |                       |                       |                       |  |    |                  |             |             |
|  | 4                | 5                       | Spurs de San Antonio   | 2 | Trail Blazers de Portland | 1                          |                            |                            |  |   |                       |                       |                       |  |    |                  |             |             |
|  | 4                |                         |                        |   | Trail Blazers de Portland | 1                          |                            |                            |  |   |                       |                       |                       |  |    |                  |             |             |
|  | 5                | Spurs de San Antonio    | 3                      |   |                           |                            |                            |                            |  |   |                       |                       |                       |  |    |                  |             |             |
|  | 5                | Spurs de San Antonio    | 3                      |   |                           |                            |                            |                            |  | 1 | Suns de Phoenix       | 4                     |                       |  |    |                  |             |             |
|  | Conférence Ouest |                         |                        |   |                           |                            |                            |                            |  | 1 | Suns de Phoenix       | 4                     |                       |  |    |                  |             |             |
|  |                  | 3                       | Supersonics de Seattle | 3 |                           |                            |                            |                            |  |   |                       |                       |                       |  |    |                  |             |             |
|  | 3                | 3                       | Supersonics de Seattle | 3 | Supersonics de Seattle    | 3                          |                            |                            |  |   |                       |                       |                       |  |    |                  |             |             |
|  | 3                |                         |                        |   | Supersonics de Seattle    | 3                          |                            |                            |  |   |                       |                       |                       |  |    |                  |             |             |
|  | 6                | Jazz de l'Utah          | 2                      |   |                           |                            |                            |                            |  |   |                       |                       |                       |  |    |                  |             |             |
|  | 6                | Jazz de l'Utah          | 2                      |   | 3                         | Supersonics de Seattle     | 4                          |                            |  |   |                       |                       |                       |  |    |                  |             |             |
|  |                  |                         |                        |   | 3                         | Supersonics de Seattle     | 4                          |                            |  |   |                       |                       |                       |  |    |                  |             |             |
|  |                  | 2                       | Rockets de Houston     | 3 |                           |                            |                            |                            |  |   |                       |                       |                       |  |    |                  |             |             |
|  | 2                | 2                       | Rockets de Houston     | 3 | Rockets de Houston        | 3                          |                            |                            |  |   |                       |                       |                       |  |    |                  |             |             |
|  | 2                |                         |                        |   | Rockets de Houston        | 3                          |                            |                            |  |   |                       |                       |                       |  |    |                  |             |             |
|  | 7                | Clippers de Los Angeles | 2                      |   |                           |                            |                            |                            |  |   |                       |                       |                       |  |    |                  |             |             |

## Effectifs

### Bulls de Chicago
| Effectif des Bulls de Chicago 1992-1993 |
| --- |
| 5 John Paxson • 6 Trent Tucker • 10 B. J. Armstrong • 12 Corey Williams • 20 Darrell Walker • 21 Stacey King • 22 Rodney McCray • 23 Michael Jordan • 24 Bill Cartwright • 32 Will Perdue • 33 Scottie Pippen • 42 Scott Williams • 45 Ed Nealy • 54 Horace Grant Entraîneur : Phil Jackson |

### Suns de Phoenix
| Effectif des Suns de Phoenix 1992-1993 |
| --- |
| 0 Jerrod Mustaf • 3 Frank Johnson • 7 Kevin Johnson • 8 Tim Kempton • 9 Dan Majerle • 21 Richard Dumas • 22 Danny Ainge • 23 Cedric Ceballos • 24 Tom Chambers • 25 Oliver Miller • 32 Negele Knight • 34 Charles Barkley • 41 Mark West Entraîneur : Paul Westphal |

## Résumé de la finale NBA
| Match  | Date             | Équipe extérieure | Résultat            | Équipe à domicile |
| ------ | ---------------- | ----------------- | ------------------- | ----------------- |
| Game 1 | Mercredi 9 juin  | Chicago Bulls     | 100–92 (1–0)        | Phoenix Suns      |
| Game 2 | Vendredi 11 juin | Chicago Bulls     | 111–108 (2–0)       | Phoenix Suns      |
| Game 3 | Dimanche 13 juin | Phoenix Suns      | 129-121 (3OT) (1–2) | Chicago Bulls     |
| Game 4 | Mercredi 16 juin | Phoenix Suns      | 105-111 (1–3)       | Chicago Bulls     |
| Game 5 | Vendredi 18 juin | Phoenix Suns      | 108–98 (2–3)        | Chicago Bulls     |
| Game 6 | Dimanche 20 juin | Chicago Bulls     | 99–98 (4–2)         | Phoenix Suns      |

Michael Jordan, qui a obtenu une moyenne record de 41 points par match en finale, est devenu le premier joueur de l'histoire de la NBA à remporter trois titres consécutifs de MVP des Finales. Il rejoint Magic Johnson en tant que seul autre joueur à avoir remporté le prix à trois reprises. La NBA a commencé à décerner le MVP des Finales en 1969. 

## Statistiques individuelles

### Bulls de Chicago
| Joueur          | MJ | MC | MPG  | FG%  | 3P%  | FT%   | RPG  | APG | SPG | BPG | PPG  |
| --------------- | -- | -- | ---- | ---- | ---- | ----- | ---- | --- | --- | --- | ---- |
| B. J. Armstrong | 6  | 6  | 41.8 | .508 | .526 | 1.000 | 1.8  | 5.0 | 0.8 | 0.2 | 13.5 |
| Bill Cartwright | 6  | 6  | 21.3 | .400 | .000 | .500  | 3.2  | 1.7 | 0.5 | 0.2 | 4.3  |
| Horace Grant    | 6  | 6  | 38.8 | .528 | .000 | .579  | 10.3 | 2.3 | 1.5 | 1.5 | 11.2 |
| Michael Jordan  | 6  | 6  | 45.7 | .508 | .400 | .694  | 8.5  | 6.3 | 1.7 | 0.7 | 41.0 |
| Stacey King     | 6  | 0  | 8.2  | .273 | .000 | .875  | 1.3  | 0.5 | 0.3 | 0.2 | 2.2  |
| Rodney McCray   | 1  | 0  | 4.0  | .000 | .000 | .000  | 1.0  | 0.0 | 0.0 | 0.0 | 0.0  |
| John Paxson     | 6  | 0  | 16.0 | .619 | .643 | .000  | 1.5  | 0.8 | 0.5 | 0.2 | 5.8  |
| Will Perdue     | 1  | 0  | 9.0  | .000 | .000 | .000  | 3.0  | 0.0 | 0.0 | 0.0 | 0.0  |
| Scottie Pippen  | 6  | 6  | 44.3 | .439 | .000 | .543  | 9.2  | 7.7 | 2.0 | 1.0 | 21.2 |
| Trent Tucker    | 6  | 0  | 6.8  | .700 | .600 | .000  | 0.3  | 0.7 | 0.2 | 0.0 | 2.8  |
| Darrell Walker  | 3  | 0  | 1.7  | .000 | .000 | .000  | 0.0  | 0.3 | 0.0 | 0.0 | 0.0  |
| Scott Williams  | 6  | 0  | 26.5 | .406 | .000 | .286  | 6.3  | 1.7 | 0.5 | 1.5 | 4.7  |

### Suns de Phoenix
| Joueur          | MJ | MC | MPG  | FG%  | 3P%  | FT%   | RPG  | APG | SPG | BPG | PPG  |
| --------------- | -- | -- | ---- | ---- | ---- | ----- | ---- | --- | --- | --- | ---- |
| Danny Ainge     | 6  | 0  | 27.0 | .475 | .667 | .778  | 3.0  | 2.5 | 0.3 | 0.0 | 8.8  |
| Charles Barkley | 6  | 6  | 46.2 | .476 | .250 | .750  | 13.0 | 5.5 | 1.2 | 0.5 | 27.3 |
| Tom Chambers    | 6  | 0  | 15.3 | .359 | .000 | .800  | 3.0  | 0.5 | 0.2 | 0.5 | 6.7  |
| Richard Dumas   | 6  | 6  | 26.7 | .571 | .000 | .778  | 4.3  | 1.0 | 1.3 | 1.0 | 15.8 |
| Frank Johnson   | 6  | 0  | 7.3  | .412 | .000 | 1.000 | 0.3  | 0.8 | 0.5 | 0.0 | 3.0  |
| Kevin Johnson   | 6  | 6  | 43.3 | .421 | .000 | .920  | 3.0  | 6.5 | 1.3 | 0.3 | 17.2 |
| Dan Majerle     | 6  | 6  | 46.8 | .443 | .436 | .800  | 8.2  | 3.7 | 1.3 | 2.2 | 17.2 |
| Oliver Miller   | 6  | 0  | 17.8 | .444 | .000 | .750  | 4.2  | 1.3 | 0.7 | 2.0 | 5.0  |
| Jerrod Mustaf   | 2  | 0  | 1.0  | .000 | .000 | .000  | 0.0  | 0.0 | 0.0 | 0.0 | 0.0  |
| Mark West       | 6  | 6  | 21.7 | .619 | .000 | .533  | 4.3  | 0.7 | 0.0 | 1.2 | 5.7  |